# سرزنی (فوتبال)

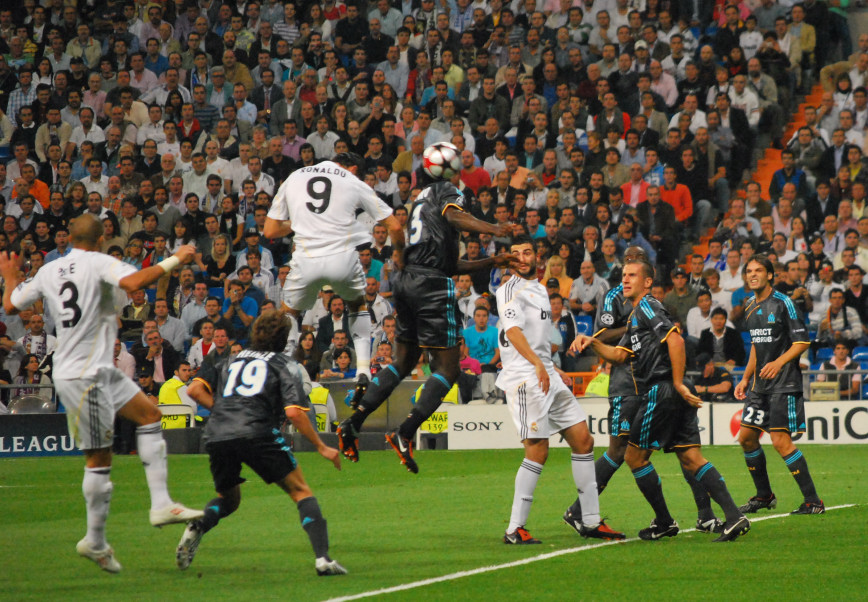
کریستیانو رونالدو گلی را با ضربه سر به ثمر رسانده است

سرزنی یک تکنیک در بازی فوتبال است که برای کنترل توپ با بهره‎گیری از سر به منظور پاس دادن، شوت زدن و یا نجات دروازه انجام می‌شود. این حرکت می‌تواند در حالت ایستاده، پرش یا شیرجه انجام پذیرد. سرزنی تکنیکی رایج است  و تقریباً در همه بازی‌های فوتبال بکار گرفته می‌شود.

## انواع سرزنی
روش‌های سرزنی در فوتبال انواع مختلفی دارد:
- مسیر هوایی : سر بازیکن به هنگام تماس با توپ باید زیر آن قرار بگیرد.
- مسیر کشیده : سر بازیکن در یک سطح با توپ قرار می‌گیرد.
- مسیر زمینی : سر بازیکن به هنگام تماس با توپ بالای آن قرار می‌گیرد.
- به راست یا به چپ : هنگام تماس توپ با سر به بدن چرخش داده و همواره با پیشانی ضربه بزنید . برای اینکه توپ جهت مطلوب پیدا کند، مراقب چرخش بدن خود باشید.
- به عقب : در لحظه برخورد سر را به عقب بکشید .این حرکت در شرایط سخت و به منظور دور کردن توپ‌های هوائی از حریف یا رساندن آن به یار خودی مورد استفاده قرار می‌گیرد.

## تکنیک بازی با سر
در بازی با سر سه حرکت وجود دارد:
- پاها روی زمین باشند؛ در حالت توقف یا حرکت ، به طوری که پاها روی زمین باشند ( قدرت آن کمتر است )
- انجام پرش با حرکت عمودی؛ در حالت پرش و حرکت عمودی ( قدرت آن بیشتر است)
- انجام پرش با حرکت افقی؛ در حالت پرش و حرکت افقی ( به حالت شیرجه )

## نگرانی‌های برای تندرستی
نگرانی‌هایی در مورد کاربرد این تکنیک وجود دارد چرا که زدن توپ با سر  می‌تواند موجب آسیب مغزی شود. در طول یک بازی توپ فوتبال با سرعتی بیش از 50 مایل در ساعت (46/80 کیلومتر در ساعت) حرکت می‌کند و فوتبالیست‌ها معمولاً 30 بار یا دفعات بیشتری توپ را با سر می زنند. با این وجود بعید است که زدن ساده توپ با سر موجب بروز آسیب‌های تروماتیک مغزی مانند پارگی رشته‌های مغزی شود اما تکرر این عمل می‌تواند موجب بروز واکنش‌هایی شود که در طول زمان موجب تخریب سلول‌های مغزی می‌شود.
در این مطالعه محققان با استفاده از تصویر برداری‌های ام.آر.آی، 37 فوتبالیست آماتور را که متوسط سنی 31 سال داشتند و از کودکی فوتبال بازی می‌کردند ،مورد بررسی قرار دادند. افراد مورد مطالعه به‌طور متوسط 22 سال فوتبال بازی کرده بودند و در سال گذشته 10 ماه به این بازی مشغول بودند. پژوهشگران اعلام کردند یافته‌های این مطالعه ناهنجاری‌هایی را همانند ضربه مغزی در ماده سفید مغز فوتبالیستهایی نشان داد که بیشترین میزان توپ را با سر زده بودند. نتایج این مطالعه نشان می‌دهد که تغییرات مغزی شبیه جراحتهای مغزی مانند ترومای خفیف مغزی با تعداد سر زنی‌های توپ فوتبال در طول چند سال ارتباط دارد.